# 嗨达图
嗨达图（英語：Hidato）是以色列数学家吉奥拉•贝内德克博士发明的一种逻辑益智游戏。它的目标是在网格中填充数字，要求在水平、竖直或对角线方向上连接的数字都是连续数字。

## 关于数谜的说明
在嗨达图中给出了单元格的网格。就象九宫格数独和数谜那样，网格通常是正方形,但也可以包括如心状、头骨状等不规则形的网格。它可以有内孔（象光盘那样），但内孔必须仅由一块组成。
目标是在网格中填充一系列的在水平、竖直或对角线上彼此连接的连续数字。
在每一个嗨达图中，在网格中都给出了最小数和最大数。在网格中也有另外的给出数（在最小数和最大数之间的值），以帮助引导玩家如何开启解决方案并确保嗨达图的解决方案是唯一的。
注意：有关最小数和最大数的上述条件有时会放宽：只可给出它们的值，而没有给出它们的网格位置（当然，这些值之间的差必须等于网格中的单元数减一）。这可能会导致更难的谜题。
每一个构建良好的嗨达图都是设定为有唯一的解决方案。此外，供人找解决方案的嗨达图应该有可以通过（或多或少的）简单逻辑得到的解决方案。然而，即使是小尺寸，也有很难的嗨达图。
嗨达图发表在《每日邮报》和《底特律自由报》等报纸上。

## 解决技巧
在许多逻辑谜题中，基本解决技巧包括对每一个数分析在每一个单元格中存在的可能性。当单元格只能包含一个数（显独）或当一个数只有一个可能的网格（隐独）时，就可以断定它属于解决方案。
解决方案的一个关键是：没有必要以升序（或降序）构建；可以分片构建，各分片从不同的已知条件来开始。
就象九宫格数独的情况那样，更难的嗨达图解决方案需要使用更复杂的技术 –尤其是各类连锁模式。